# 塩州
塩州（鹽州、えんしゅう）は、中国にかつて存在した州。現在の陝西省定辺県および寧夏回族自治区塩池県一帯に設置された。

## 魏晋南北朝時代
西魏により設置された西安州を前身とする。554年（廃帝3年）、塩州と改称された。

## 隋代
隋初には、塩州は大興郡と五原県を管轄した。583年（開皇3年）、隋が郡制を廃すると、大興郡は廃止された。607年（大業3年）に州が廃止されて郡が置かれると、塩州は塩川郡と改称され、下部に五原県を管轄した。隋代の行政区分に関しては下表を参照。
| 隋代の行政区画変遷 | 隋代の行政区画変遷 | 隋代の行政区画変遷 | 隋代の行政区画変遷 | 隋代の行政区画変遷 |
| 区分               | 開皇元年           | 区分               | 大業3年            |                    |
| ------------------ | ------------------ | ------------------ | ------------------ | ------------------ |
| 州                 | 塩州               | 郡                 | 塩川郡             |                    |
| 郡                 | 大興郡             | 県                 | 五原県             |                    |
| 県                 | 五原県             | 県                 | 五原県             |                    |

## 唐代
618年（武徳元年）、唐により塩川郡は塩州と改められた。742年（天宝元年）、塩州は五原郡と改称された。758年（乾元元年）、五原郡は塩州と改称された。塩州は夏州都督府に属し、五原・興寧の2県を管轄した。786年（貞元2年）、吐蕃が塩州を攻め落とした。793年（貞元9年）、唐が塩州城を再び築いた。

## 宋代
北宋のとき、塩州は李元昊に占領された。